# John Harold Lozano
John Harold Lozano Prado (Cáli, 30 de Março de 1972) é um ex-futebolista colombiano que atuava como meia.

## Carreira
Harold Lozano representou a Seleção Colombiana de Futebol nas Olimpíadas de 1992.